# Spirographis nobilis
Spirographis nobilis är en ringmaskart som beskrevs av Hansen 1882. Spirographis nobilis ingår i släktet Spirographis och familjen Sabellidae. Inga underarter finns listade i Catalogue of Life.